# Livre 2 d'Avatar : La Légende de Korra
Chronologie
Livre 1 Livre 3
Cet article présente le guide des épisodes du Livre 2 de la série télévisée La Légende de Korra (The Legend of Korra).

## Épisodes

### Épisode 1:Esprit rebelle
L'épisode commence par l'attaque par un esprit marin d'un bateau. À la Cité de la République, chacun reprend sa vie. Bolin participe toujours à des tournois de maîtres-pro mais son équipe est très faible sans Mako et Korra. Car Mako fait désormais partie de la police sous les ordres de Lin Beifong. Asami essaye de relancer l'entreprise de son père qui a perdu toute réputation. Korra, quant à elle, continue son apprentissage de la maîtrise du Vent avec Tenzin et ses enfants.

### Épisode 2:Les aurores australes
Korra part avec Mako, Bolin, Unalaq, ses cousins et son père vers une forêt éloignée d'où souffle l'everstorm, une tempête manifestée par les esprits en colère. Il explique à Korra que normalement, au solstice d'hiver, il devrait y avoir des aurores australes. On découvre également que Bolin a commencé une espèce de relation avec Eska, la cousine sociopathe de Korra. Alors qu'ils font une pause pour la nuit, Tonraq explique l'histoire qui lui a valu son bannissement ; en poursuivant des mercenaires qui avaient attaqué la Tribu, il a détruit une forêt qui était un haut lieu spirituel. Les esprits s'en sont alors pris à la ville, sauvée par l'intervention d'Unalaq. Après cette histoire, Korra ne fait plus confiance à son père et lui demande de partir.
Arrivés au temple de l'air Austral, Tenzin et sa famille sont accueillis en héros, hormis Kya et Bumi qui sont pris pour des serviteurs. Durant la visite, Jinora est fascinée par la statue d'Aang. Plus tard dans la nuit, elle se réveille et découvre une nouvelle statue... 
Une fois arrivés devant la forêt gelée, Unalaq dit à Korra qu'elle doit continuer seule et qu'il a confiance en elle, ce qui lui fait plaisir car jusqu'à présent elle se sentait enfermée par son père et Tenzin. Dans la forêt, elle se fait attaquer par des d'autres esprits mais arrive à leur échapper et à ouvrir le portail entre les deux mondes, ce qui crée des aurores boréales.

### Épisode 4:Guerres civiles, 2ème partie
Le procès des rebelles et des parents de Korra a lieu sans Varrick, qui s'est caché dans un ours-ornithorynque empaillé avec son assistante Zhu-li. Le juge libère Senna mais condamne le père de Korra et les 5 rebelles à la peine de mort. Unalaq intervient alors et réussit à diminuer la peine à la prison à vie, au grand soulagement de Korra et de sa mère. Korra veut faire évader son père mais celui-ci lui dit qu'il vaut mieux qu'elle ne crée pas de guerre civile. 
De son côté, Tenzin finit par retrouver Ikki dans une grotte en présence de 4 jeunes bisons volants. A la place de la gronder, il décide de rester pour jouer avec elle. Il comprend alors qu'ils se trouvent dans la même situation et que la relation frère/sœur est forcément vouée à quelques disputes.
Au Pôle Sud, Korra attaque le juge avec Naga. Sous la pression, il lui révèle qu'il n'a fait que répéter ce qu'Unalaq lui a dit de faire. De plus, il lui révèle qu'Unalaq avait payé les mercenaires qui ont attaqué la tribu du Pôle Sud. Unalaq avait ordonné aux mercenaires de se cacher dans la forêt des esprits, ils savaient que Tonraq serait prêt à détruire la forêt. Elle décida de se rendre à la prison où était enfermés son père avec Mako et Asami, mais son père et les 5 rebelles avaient disparu. Surgit alors Unalaq qui lui révèle que son père et les 5 rebelles sont emmenés par bateau pour être fait prisonniers au Pôle Nord. Après un court affrontement, ils s'échappent et rejoignent Varrick et Bolin qui ont réussi à monter sur le bateau de Varrick. Sur un avion piloté par Asami, Korra arrive à faire une percée dans l'embargo du port et ainsi de s'échapper. Ils libèrent dans la foulée le père de Korra et les 5 rebelles et les ramène au Pôle Sud. Korra révèle à son père toute la vérité sur son bannissement et sur le procès truqué. 
Sachant la vérité, Tonraq est prêt à se battre contre son frère mais demande à Korra d'aller plaider sa cause à la Cité de la République.

### Épisode 5:Les gardiens de la paix
De retour à la Cité de la République, Korra participe à une marche pacifiste de soutien à la Tribu de l'eau du Pôle Sud, sous les huées des partisans du Pôle Nord. Mais alors que la marche passe devant le centre culturel des tribus de l'Eau, celui-ci explose. Mako, qui surveillait l’événement avec la police de la ville, est témoin de la fuite des terroristes et tente de les en empêcher, ne réussissant qu'à récupérer une télécommande étrange et à apercevoir le visage de l'un d'eux. 
Bolin, enrôlé par Varrick, commence à jouer dans une série de propagande contre la tribu de l'eau du Pôle Nord, dans le rôle du héros Nuktuk, et se prend au jeu de la célébrité. Asami décide de faire confiance à Varrick qui lui dit de vendre des mécha-tanks au Pôle Sud pour relancer sa compagnie.
Mako reconnaît grâce à Bolin le visage de celui qui a perpétré l'attentat, qui se révèle être un membre de l'Agni Kais, et non un partisan de la Tribu du Pôle Nord, contrairement à ce que tout le monde croit. Il tente d'en faire part à Lin, qui le rembarre et lui dit d'en parler avec ses supérieurs. Mais ceux-ci se moquent de lui. 
Korra, après que le président des Nations-Unies lui ait refusé son aide, se rend auprès d'Iroh, l'un des généraux de l'armée des Nations-Unies et tente de le rallier à sa cause. Il est sur le point d'accepter lorsque le président, prévenu par Mako (lui-même prévenu par inadvertance par Bolin), intervient et interdit explicitement à Iroh d'aider Korra.

### Épisode 6:Coup monté
Alors que Mako suit le récit du capitaine du navire qui a été attaqué, il est rejoint par Asami, à qui appartenait la cargaison. Le capitaine raconte que l'attaque a été entamée par un dispositif explosif inédit, qui se déclenche à distance. Mako y voit le lien avec l'attentat du centre culturel, mais le capitaine ne reconnaît ni la photo de celui qui l'avait perpétré ni la télécommande à distance. Le jeune homme demande à Lin d'approfondir l'enquête mais celle-ci refuse, tout comme Bolin, qui éprouve de la rancœur à avoir été laissé seul et sans but par son frère quand il avait besoin de lui. Il décide donc d'engager la Triade afin de coincer les attaquants, en les engageant sur un bateau-leurre que leur prête gracieusement Varrick, et avec une fausse cargaison. Pendant qu'il se trouvait sur le bateau, Mako avoue qu'il a rompu avec Korra. Au bout d'un moment, Mako se demande pourquoi personne ne les a encore attaqués. C'est alors qu'il surprend la conversation du chef qui dit avoir été payé pour les occuper quelques heures sur le bateau. Ils s'enfuient donc, mais arrivent trop tard; les entrepôts d'Asami ont été dévalisés. Mako essaye de réconforter Asami qui est ruinée et effondrée, c'est à ce moment-là qu'elle l'embrasse.

### Épisode 8:Commencement, 2ème partie
Après avoir été admonesté par Raava, Wan découvre que Vaatu corrompt les autres esprits et menace de détruire le monde. Avec Raava comme intermédiaire pour obtenir le pouvoir de l'air, Wan visite les autres tortue-lions afin d'obtenir le contrôle de l'eau et de la terre et ainsi se préparer pour la Convergence Harmonique, le moment au cours duquel Raava et Vaatu vont se battre pour le destin du monde. Quand Wan retrouve ses amis humains et esprits en train de se battre, il s'associe à Raava pour essayer de les séparer. Cela met sa vie en danger et il n'a d'autre choix que d'abandonner la bataille et laisser les esprits anéantir ses amis humains. 
Après avoir traversé le portail spirituel du sud avec Raava, Wan se bat contre Vaatu et convint Raava de posséder son corps. Alors qu'il se battent contre Vaatu en utilisant les quatre éléments, la Convergence Harmonique se produit, provoquant la jonction des deux portails spirituels. En utilisant l'énergie générée par le phénomène, Wan fusionne avec Raava de manière définitive, devant ainsi le tout premier Avatar. À l'aide de son nouveau pouvoir, Wan emprisonne Vaatu dans l'Arbre du Temps avant de renvoyer les esprits dans leur monde et finalement fermer les deux portails spirituels. Dès lors, Wan passe le reste de sa vie à essayer d'amener la paix dans le monde. Après avoir atteint un âge avancé, Wan s'excuse auprès de Raava pour avoir échoué dans sa mission pacifiste. Raava le rassure avec ces paroles : « Ne t'inquiète pas. Nous serons ensemble pour toutes tes vies, et nous n'abandonnerons jamais ». Alors qu'il exhale son dernier souffle, Raava sort de son corps et commence ainsi le cycle de réincarnation des Avatars. 

### Épisode 13:Ainsi s'abattent les ténèbres
Zhao le conquérant (Avatar, le dernier maître de l'air)